# L'Express
Pour les articles homonymes, voir L'Express (homonymie).
L'Express est un magazine d'actualité hebdomadaire français, d'obédience libérale, créé en 1953 par Jean-Jacques Servan-Schreiber et Françoise Giroud. L'Express est l'un des cinq magazines d'actualité hebdomadaires de dimension nationale.
Après avoir été intégré à SFR Presse entre 2016 et 2019, il devient une filiale du Groupe L'Express. 
L'Express est détenu depuis septembre 2023 à 100 % par l'homme d'affaires Alain Weill via la société NextNow,.

## Ligne éditoriale

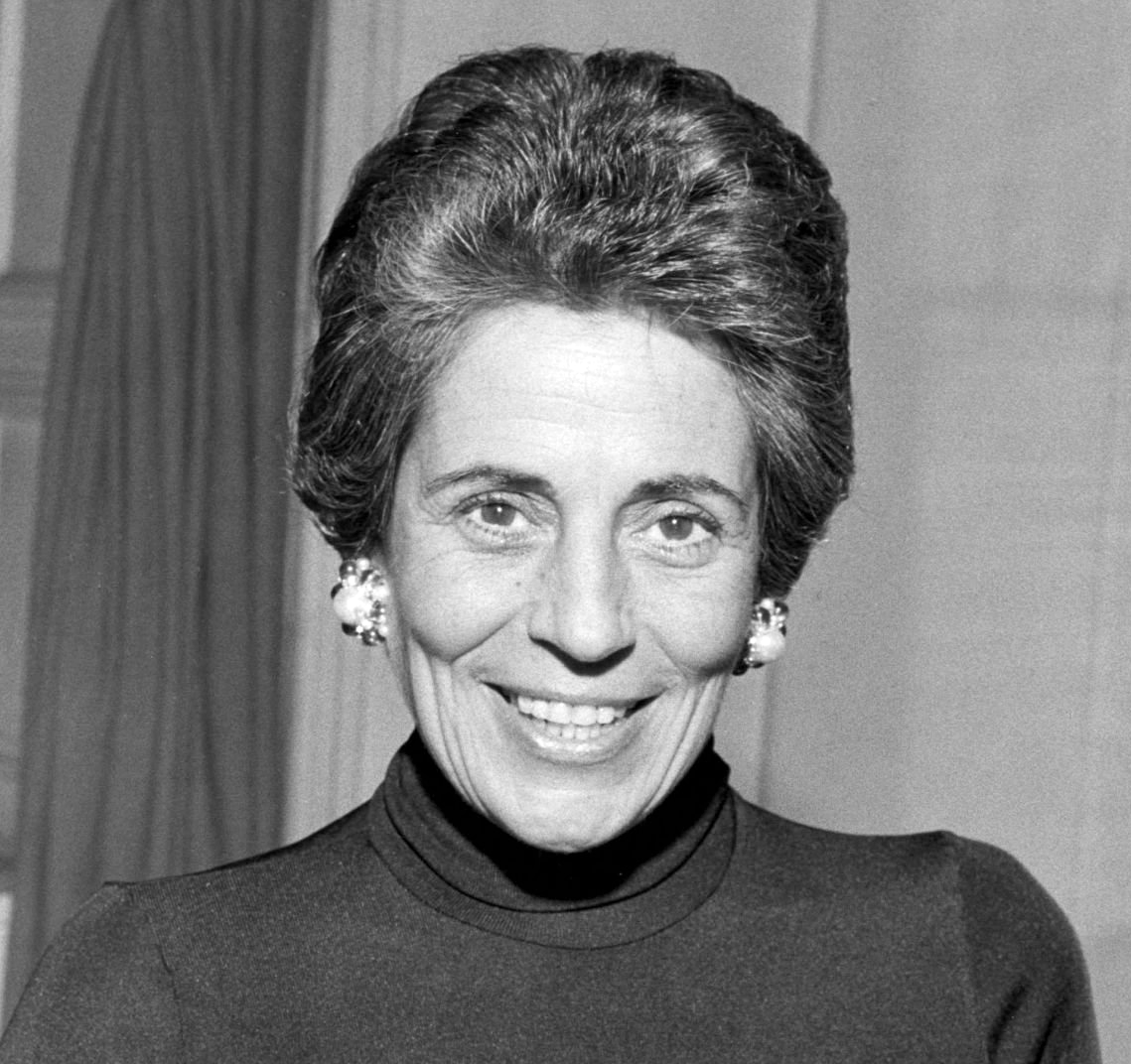
Françoise Giroud en 1974, en Italie.

Le titre est fondé en 1953 par Jean-Jacques Servan-Schreiber et Françoise Giroud comme supplément politique du journal libéral Les Échos, dont il a hérité l'habitude de recouper et sélectionner ses informations tout en protégeant les sources. À sa création, L'Express agit comme le « porte-parole » du président du Conseil de l'époque, Pierre Mendès France, et permet l'adhésion d'une partie de la population à un régime qui était jusqu'alors jugé décevant. Jean-Jacques Servan-Schreiber, antigaulliste militant et atlantiste convaincu, en fait originellement un magazine proche du centre-gauche. En 1956 Albert Camus en devient un des éditorialistes les plus célèbres.
Positionné jusqu'en 1971 au centre-gauche, le journal revendique ensuite souvent son refus d'endosser une étiquette ou sa volonté d'être « au-dessus de la mêlée ». « Créé au service de Pierre Mendès France » en 1953, anti-gaulliste et atlantiste, il se veut aujourd'hui moderniste, favorable à l'économie de marché et au projet européen.
Le journal fut très critique à l'encontre de la SFIO et du socialisme, et son anticommunisme racinaire à partir des années 1960 l'incline inéluctablement vers l'option centriste[Information douteuse]. Depuis, le journal se rapproche d’une formule plus proche de celle du magazine Time. L'ancien directeur de la rédaction Christophe Barbier affirmait en février 2017 que L'Express n'est « ni de droite ni de gauche, il est au-dessus de la mêlée ». Cependant, l'analyse de ses « unes » privilégie selon Acrimed une ligne que sa direction croit susceptible de plaire aux dirigeants de petites entreprises et aux cadres supérieurs : conseils santé ou financiers aux cadres, conseils d’activités culturelles, grands dossiers récurrents sur les francs-maçons, les sectes, la mafia, l'islam ou les complotistes, portraits de personnalités politiques et peu de place aux sujets internationaux, économiques ou sociaux.
Le magazine met en avant le néolibéralisme sur le plan économique et est orienté politiquement au centre.
Une société des rédacteurs a pour mission de veiller à l'indépendance journalistique.

## Histoire

### La naissance deL'Express
Le premier numéro de L'Express paraît le samedi 16 mai 1953 comme supplément hebdomadaire du journal économique Les Échos, sous le nom Les Échos du samedi, d'une douzaine de pages et tiré à 35 000 exemplaires, avec une couverture austère, sans photo, annonçant une interview de Pierre Mendès France, dans laquelle il plaide pour des négociations en Indochine, qui auront lieu un an plus tard.
Les quelques journalistes du supplément sont hébergés par Les Échos et dirigés par deux journalistes qui ont « le projet explicite de mettre les idées de Pierre Mendès France au pouvoir » dès 1951 : Françoise Giroud, alors directrice de la rédaction du magazine Elle, et Jean-Jacques Servan-Schreiber (JJSS), 29 ans, ancien éditorialiste au Monde. L'équipe fondatrice inclut son cousin Jean-Claude Servan-Schreiber, âgé de 35 ans, sa cousine Marie-Claire Servan-Schreiber, qui devient peu après la maîtresse de Pierre Mendès France, et a pour rédacteur en chef Pierre Viansson-Ponté, jusque-là chef adjoint au service politique de l'Agence France-Presse. Les cousins Servan-Schreiber, dont les pères Émile et Robert ont chacun la moitié des parts, sont chargés de rencontrer les annonceurs des Échos pour leur proposer de la publicité dans le supplément avec une formule qui vient de permettre la croissance des Échos : des contrats sur 4 ans à prix fixes mais parution modulable. L'équipe inclut aussi Léone Georges-Picot, venue de la Société Générale de Presse (SGP) et future secrétaire particulière de Mendès France.
Avant la création de L'Express, Pierre Mendès-France avait signé quelques articles dans Le Monde, d'Hubert Beuve-Méry, et écrivait régulièrement dans Paris-Presse-L'Intransigeant, quotidien où écrivait aussi le jeune Jean-Jacques Servan-Schreiber.

### La croissance deL'Express
L'Express se fait rapidement connaître pour ses positions anti-colonisation, ce qui attire dans ses colonnes les plumes illustres d'Albert Camus, Jean-Paul Sartre, André Malraux, Françoise Sagan ou encore François Mauriac, alors collaborateur du Figaro, à qui son directeur avait demandé de se modérer sur l'Algérie. L'écrivain rejoint L'Express, en novembre 1953, à la demande de Françoise Giroud, avec un article retentissant : Les prétendants. À partir du 10 avril 1955, il publie chaque semaine son « Bloc-notes ». Le nouvel hebdo est l’un des premiers à utiliser massivement les sondages d’opinion pour mesurer les attentes des Français, mais aussi témoigner du « crédit de Pierre Mendès France », par des tableaux de bord de sa popularité via le recueil des déclarations d’hommes politiques, des réactions de syndicalistes ou des éditoriaux. En juillet 1955, peu après son départ, la commande de sondage auprès de l’IFOP par L'Express s’est « systématisée », pour pallier le fait qu'il ne « bénéficiait ni d’un appareil militant, ni de relais au Parlement ».
À la même époque commence la brouille entre les actionnaires du journal Les Échos, dont L'Express n'est que le supplément. Marie-Claire Mendès France, fille de Robert, fondateur du journal Les Échos, informe André Pelabon, directeur de cabinet de Pierre Mendès France et ami de longue date, de la santé déclinante de son père. Le 31 décembre 1954, celui-ci l'informe que son père, déjà chevalier de la Légion d'honneur, sera élevé au grade de grand officier. Les autres actionnaires du journal estiment qu'elle s'est servie alors du journal sans les en avoir informés[réf. nécessaire].
L'hebdomadaire fait partie des premiers journaux français avec Témoignage chrétien, Le Monde, L'Humanité et France Observateur à révéler, puis dénoncer, la torture pratiquée par une partie des troupes de choc de l'armée française pendant la guerre d'Algérie, dans le sillage de la torture pendant la guerre d'Indochine. Dès octobre 1954, François Mauriac écrit qu'il faut « coûte que coûte éviter de torturer », tandis que Claude Bourdet évoque dans France Observateur du 5 janvier 1955 les conditions de détention des opposants qui subissent la torture et la « Gestapo en Algérie ».
En réponse, la censure est votée par l'Assemblée nationale, mi-avril 1955, et le journal est saisi et censuré à de nombreuses reprises sous la Quatrième République alors qu'il est encore vendu avec le sous-titre Les Échos du samedi. Le 6 mars 1957 par exemple, le journal sera saisi par les autorités à la suite de la publication d'un article de Jean-Paul Sartre consacré à l'usage de la torture en Algérie.
Du 13 octobre 1955 au 1er mars 1956, il devient pour quelques mois quotidien durant la campagne des élections législatives pour soutenir le Front Républicain mené par Mendès France qui gagne ces élections. La croissance de L'Express est à ce moment-là aidée financièrement par Antoine Riboud, Henry Goüin,, le comte Charles de Breteuil, Lucien Rachet (Lazare Rachline), les Gradis,, tandis que Jean-Claude et Marie-Claire Servan-Schreiber versent chacun 116 670 francs à la Société des amis et lecteurs de L'Express, suivis par Jean Riboud et René Seydoux,.
Les journalistes étant des spécialistes du modèle hebdomadaire, le journal décide de revenir à cette formule pour éviter de perdre de son audience.
L'Express est infiltré pendant 35 ans par le KGB, son directeur Philippe Grumbach étant l'un des principaux espion soviétique en France,. Les lecteurs des Échos pointent ainsi que le journal L'Express met longtemps à mentionner la férocité de la répression communiste en Hongrie après la tentative de révolution en 1956 ; et il s'interdit de parler d'écrivains situés « à droite », par exemple les « Hussards ».
Le journal jouit d'un prestige international. Proclamé premier président de la République tunisienne le 27 juillet 1957, Habib Bourguiba s'est exprimé un mois avant, le 20 juin 1957, dans les colonnes de L'Express pour souhaiter que De Gaulle soit sollicité pour résoudre la question algérienne. Mais en 1958, l'opposition du journal au retour du général de Gaulle lui fait perdre des lecteurs, tandis que son directeur se brouille avec Mendès France, puis se rallie un peu plus tard à De Gaulle.

### En 1964,L'Expressse transforme en magazine d'actualité
En 1964, L'Express se transforme en magazine d'actualité pour s'adapter au marché et sera suivi par Le Nouvel Observateur, Le Point, L'Événement et Marianne. Il devient un magazine d'information français sur le modèle de Der Spiegel ou de Time. Il n'est pas le premier, contrairement à sa légende : en 1956, Jean Ferré a créé le mensuel d'actualité C'est-à-dire sur le modèle du « news magazine » américain Time, tout aussi résolument à droite.
Ce profond bouleversement entraîne le départ d'un des journalistes phares, Jean Daniel qui reprend France Observateur pour en faire Le Nouvel Observateur… un magazine d'actualité lui aussi. Le journal se généralise de plus en plus et devient le reflet des changements de la société française. De nombreux journalistes français y font leurs premières armes : Jean-François Kahn, Catherine Nay, Michèle Cotta ou encore Ivan Levaï et Danièle Granet. Le tirage augmente de semaine en semaine. L'Express est le grand succès de presse des années 1960.
Sous la houlette de Claude Imbert, qui en dirige la rédaction à partir de 1966, L'Express suit politiquement la ligne centre-gauche et anti-gaulliste de son éditorialiste politique Jean-Jacques Servan-Schreiber. La même année, il lance une édition internationale. 

### La crise importante de 1971
Une crise importante naît en 1971 lorsque JJSS devient un homme politique du Parti radical valoisien. Une partie de l'équipe des journalistes ne supporte pas de tutelle politique. Bien que Jean-Jacques Servan-Schreiber n'intervienne jamais directement sur la rédaction, il conserve un éditorial hebdomadaire ce qui porte à confusion. Claude Imbert part fonder Le Point avec une grande partie de la rédaction (Georges Suffert, Jacques Duquesne, Robert Franc…) et le président du groupe, Olivier Chevrillon. L'Express redevient un journal engagé se radicalisant contre le gaullisme incarné alors par le Président de la République Georges Pompidou. Philippe Grumbach est alors directeur de la rédaction. Après sa démission du gouvernement en 1974 et le départ de Françoise Giroud du magazine pour ce même gouvernement, JJSS doit de nouveau s'occuper de son journal et l'utilise pour diffuser ses idées. En « échange » de sa présence politique, il laisse aux journalistes une grande liberté dans leurs enquêtes.[réf. nécessaire]

### Changements de propriétaire
JJSS vend L'Express en 1977 au financier James Goldsmith, patron de la Générale occidentale.
Jean-François Revel prend alors la direction de L'Express avec Olivier Todd comme rédacteur en chef. Raymond Aron rejoint la rédaction comme éditorialiste puis président du comité éditorial. La ligne politique va de la « gauche non-totalitaire » à la « droite non-extrémiste ». L'Express est à l'origine de la révélation du STO volontaire de Georges Marchais qui fit scandale avant la présidentielle de 1981. Mais alors une couverture jugée défavorable au président Valéry Giscard d'Estaing après son débat télévisé du second tour avec François Mitterrand, entraîne le renvoi de Todd par le propriétaire Jimmy Goldsmith. Par solidarité, Jean-François Revel, qui y voit une violation de la ligne politique, démissionne. Le journal change alors d'orientation éditoriale pour se positionner clairement à droite au début des années 1980.
En 1987, Jimmy Goldsmith cède ses parts à la Compagnie générale d'électricité (CGE) qui devient propriétaire du journal et de ses différents titres. En 1992, Françoise Sampermans est nommée PDG du groupe qui rachète 40 % du capital de son concurrent, Le Point.
Le 21 septembre 1994, Christine Ockrent arrive à la tête de la rédaction, et L'Express change de format et de formule, avec de nouveaux rubriquages et des mini-sommaires en tête de rubriques. L'Express passe, en 1995, dans le pôle média de la Compagnie européenne de publications (CEP), et de la société Occidentale Medias, filiale du groupe Havas.
En septembre 1995, L'Express lance sa version électronique sur CompuServe, LexpressOnline, à l'occasion de la présentation de la nouvelle formule de L'Express, conçue par Christine Ockrent. C'est le premier hebdomadaire français présent sur les réseaux. L'équipe fondatrice de la version électronique était : Corinne Denis (directrice de la documentation), Christophe Agnus (reporter) et Jean-Claude Bizet (conseiller de la Rédaction technique).
En 1996, LexpressOnline devient le site lexpress.fr.
Le 26 mars 1996, Denis Jeambar, ex-journaliste au Point, devient directeur de la rédaction de L'Express, puis président du directoire du groupe L'Express-L'Expansion en 2001. Jacques Attali et André Glucksmann deviennent éditorialistes.
L'Express change plusieurs fois d'actionnaires, passant de Vivendi Universal Publishing (ex-Havas) au groupe Dassault, puis, en 2006, au groupe belge Roularta. Denis Jeambar quitte le groupe après une crise de la rédaction. Son successeur, Christophe Barbier, nouveau directeur de la rédaction, procède alors à une rigoureuse réorganisation de la rédaction et à un plan social. Il demande à chaque ancien chef de service de lui remettre sa démission, et envoie une lettre aux chroniqueurs extérieurs (Bernard Guetta, Jean-Luc Petitrenaud, Claude Allègre, Daniel Rondeau) mettant fin à leurs fonctions. Roland Mihaïl, conseiller de la rédaction, est démis de cette fonction. Plusieurs rédacteurs en chef de l'hebdomadaire (Jacqueline Rémy, Yves Stavridès, Éric Conan, Dominique Simonnet) quittent le journal.
En 2012, une nouvelle formule est lancée : le logo du site est unifié avec celui du magazine et la mention « .fr » disparaît. Cette nouvelle formule marque la naissance du participatif avec la création de la communauté Express Yourself.
Le 15 mai 2013, L'Express propose une nouvelle formule qui abandonne un déroulé par rubrique et doit permettre d'« anticiper l'actualité ».
Le 9 janvier 2015, le groupe Roularta confirme avoir cédé au milliardaire franco-israélien Patrick Drahi L’Express, ainsi que L’Expansion, Studio Ciné live, Lire, Mieux vivre votre argent, Classica ou Pianiste. Ces titres, ainsi que Libération, dans lequel Patrick Drahi a investi quelques mois auparavant, ainsi que la chaîne d'information israélienne I24news, doivent intégrer un nouveau groupe de média intitulé Mag&NewsCo, constitué avec Marc Laufer, qui sera également son dirigeant et son unique autre actionnaire. Après ce rachat, en mars 2016, le journal lance une nouvelle formule avec un nouveau logo, il se décline en cinq longues séquences : « En pointe », « En couverture », « Long cours », « Culture » et « Passion ».
Entre 2006 et 2014, L'Express est déficitaire pour plus de 86 millions d'euros. Pour la seule année 2015, la perte attendue est de 4 millions d'euros, alors que les ventes papier chutent de près de 17 % la même année. En conséquence de ces mauvais chiffres, en septembre 2015, la direction du magazine annonce le départ de 125 salariés qui s'ajoutent aux 115 départs ayant eu lieu lors du rachat en début d'année par Altice Media Group, provoquant de vives tensions entre les salariés et la direction de Christophe Barbier.
En octobre 2016, l'ancien journaliste puis directeur de la rédaction de BFM-TV, Guillaume Dubois, succède à Christophe Barbier à la direction de L'Express.
Le 1er mars 2017, SFR Presse lance une nouvelle version de L'Express qui intègre désormais dix sections thématiques dont un nouveau « Cahier Économie » issu de la fusion avec le journal économique L'Expansion, annoncée en novembre 2016 par SFR Média.
Le 19 décembre 2017, Guillaume Dubois, jusqu’alors directeur général du groupe L'Express, est promu directeur général délégué des activités Presse de SFR et président du groupe L'Express.
En février 2019, l’hebdomadaire est repris à titre personnel par Alain Weill, le président d’Altice France et fondateur de NextRadioTV (BFM, RMC…). Sa société propre, News Participations, détiendra 51 % du capital, le solde restant dans les mains d’Altice, maison mère de l’opérateur télécom SFR.
Le 12 février 2019, Alain Weill annonce « un projet radical » afin de relancer L'Express. Son plan de relance prévoit la suppression d'une quarantaine de postes parmi les 180 salariés de la publication (dont 110 sont en CDI). Les départs s'effectueront dans le cadre de la clause de cession qui permet aux journalistes de démissionner tout en touchant des indemnités en cas de changement d'actionnaire à la tête de leur publication. Il prévoit également la disparition du pôle d’investigation et de la documentation, la suppression des pages consacrées aux grands récits et fusionne les services idées, livres et culture. Alain Weill précise que son objectif est de faire de ce journal un The Economist français.
Fin septembre 2019, 42 journalistes ont déjà fait jouer leur clause de cession. Début octobre 2019, les salariés apprennent avec surprise que le projet d'Alain Weill prévoit finalement plus de licenciements que prévu initialement. Le nouveau propriétaire souhaite en effet supprimer 26 postes supplémentaires et faire disparaître trois services dans leur intégralité : la culture, l'investigation et la documentation vont être littéralement abandonnées par L'Express.
En réaction à ces annonces, le 17 octobre, les salariés se mettent en grève pour protester contre ces suppressions de postes,.
En janvier 2020, Alain Weill annonce son plan pour L'Express. L'hebdomadaire ambitionne de devenir un genre de The Economist à la française. L'Express adoptera des prises de position plus tranchées, se démarquant ainsi de la presse magazine traditionnelle. L'idée est de traiter davantage l'international tout en se recentrant sur la politique, l'économie, le numérique, les sciences et les idées. Alain Weill a annoncé un budget de communication de 4 millions d'euros pour annoncer le changement de direction pris par L'Express qui visera les 200 000 abonnements numériques,. Cet objectif a été divisé par deux en 2023. L'ambition à court terme est désormais « de maintenir les 100 000 abonnés, en augmentant les prix ». Le prix de vente au numéro est passé de 4,90 à 6,90 euros en deux ans.
L'Express n'est pas rentable. Le retour à l'équilibre financier est prévu pour 2024. Début 2023, le groupe compte 130 salariés (contre 200 en 2019) dont environ 65 journalistes.
En novembre 2024, L'Express compte 25 000 abonnés numériques.

### Identité visuelle (logotype)

Logo de L'Express jusqu'en juin 2013.
Logo de L'Express de juillet 2013 au 8 mars 2016.
Logo de L'Express du 8 mars 2016 au 16 janvier 2020.
Logo depuis le 16 janvier 2020.
Logo alternatif depuis le 16 janvier 2020.

## Publications
En avril 1984, le groupe lance le supplément L'Express Paris. En 1985, l'hebdomadaire s'associe à groupe Roularta pour publier sa version belge Le Vif/L'Express.
En octobre 1986, sont lancés quatre mensuels joints alternativement avec l'hebdomadaire sur le modèle des suppléments aux quotidiens américains, formule inédite en France. Ces quatre « hebdomensuels » ont des thématiques et des rédactions indépendantes : L'Express Sport dirigé par Guy Lagorce, L'Express Styles par Guillemette de Sérigné, L'Express Aujourd'hui par Dominique Simonnet et L'Express Votre Argent par Henri Tézenas du Montcel.
L'Express Styles (de 100 pages, anciennement L'Express Mag) est devenu hebdomadaire, les autres suppléments ont disparu.
Depuis mai 2011, L'Express est mis en kiosque le mercredi à Paris et le jeudi dans le reste de la France. La maquette du journal est conçue avec le logiciel QuarkXPress[réf. nécessaire].

## Organisation

### Anciens responsables (direction ou rédaction)
- Françoise Giroud, fondatrice en 1953 avec Jean-Jacques Servan-Schreiber, directrice de 1969 à 1975
- Pierre Viansson-Ponté, rédacteur en chef de 1953 à 1958
- Jean Ferniot
- Christian Dupeyron
- Claude Imbert, rédacteur en chef de 1964 à 1971
- Philippe Grumbach, directeur de 1975 à 1978
- Jean-François Revel, directeur de 1978 à 1981
- Olivier Todd, rédacteur en chef de 1978 à 1981
- Yves Cuau[65], directeur de la rédaction de 1981 à 1986
- René de Laportalière, directeur de la rédaction de 1986 à 1987
- Yann de L'Écotais, directeur de la rédaction de 1987 à 1994
- Christine Ockrent de 1994 à 1996
- Denis Jeambar, directeur de 1996 jusqu'en août 2006
- Christophe Barbier, directeur de la rédaction de 2006 à octobre 2016
- Guillaume Dubois, directeur de la rédaction de 2016 à 2020

### Collaborateurs connus
- Albert Camus
- Alfred Sauvy
- André Malraux
- Fernando Arrabal
- François Mauriac
- François Mitterrand
- Françoise Sagan
- Irène Allier
- Jacques Attali
- Jacques Derogy, de 1959 à 1987
- Jean Daniel
- Robert Namia
- Jean-Michel Caradec'h
- Jean-Paul Sartre
- Madeleine Chapsal
- Pierre Mendès France
- Pierre Péan
- Pierre Salinger entre 1973 et 1978
- Raymond Aron
- Robert Badinter
- Roger Priouret
- Françoise Xenakis
- Christian Makarian

### Équipe dirigeante
- Directeur de la publication : Alain Weill
- Directeur de la rédaction : Éric Chol

## Diffusion

### Diffusion du magazine

Diffusion en exemplaires
Totale
France payée

Sur la diffusion France, L’Express a chuté de 10,4 % en 2022 quand Paris Match reculait de 3,6 %.
Le numéro incluant un entretien exclusif avec Carla Bruni-Sarkozy du 14 février 2008 permet à L'Express de réaliser une de ses meilleures performances, avec plus de 600 000 exemplaires vendus.
| Année | Diffusion France payée | Diffusion France payée | Diffusion totale payée |
| ----- | ---------------------- | ---------------------- | ---------------------- |
| 1997  | 413 135                | NC                     | NC                     |
| 1998  | 420 000                | ▲ +1,66 %              | NC                     |
| 1999  | 421 791                | ▲ +0,43 %              | NC                     |
| 2000  | 423 274                | ▲ +0,35 %              | NC                     |
| 2001  | 429 314                | ▲ +1,78 %              | 551 875                |
| 2002  | 431 605                | ▲ +0,53 %              | 546 302                |
| 2003  | 432 233                | ▲ +0,15 %              | 542 891                |
| 2004  | 433 294                | ▲ +0,25 %              | 540 498                |
| 2005  | 433 556                | ▲ +0,06 %              | NC                     |
| 2006  | 434 715                | ▲ +0,27 %              | 538 798                |
| 2007  | 451 713                | ▲ +3,91 %              | 559 892                |
| 2008  | 451 104                | ▼ −0,13 %              | 559 192                |
| 2009  | 440 364                | ▼ −2,38 %              | 538 215                |
| 2010  | 436 702                | ▼ −0,83 %              | NC                     |
| 2011  | 436 617                | ▼ −0,02 %              | 530 384                |
| 2012  | 433 031                | ▼ −0,82 %              | 521 989                |
| 2013  | 420 410                | ▼ −2,91 %              | 504 547                |
| 2014  | 405 603                | ▼ −3,52 %              | 488 457                |
| 2015  | 338 239                | ▼ −16,61 %             | 423 398                |
| 2016  | 292 548                | ▼ −13,51 %             | 357 203                |
| 2017  | 288 046                | ▼ −1,54 %              | 344 409                |
| 2018  | 233 078                | ▼ −19,08 %             | 282 168                |
| 2019  | 201 126                | ▼ −13,71 %             | 251 987                |
| 2020  | 173 053                | ▼ −13,96 %             | 218 572                |

### Diffusion L'Express.fr
En janvier 2015, le site internet de L'Express était visité par 7 856 000 visiteurs uniques selon les chiffres Médiamétrie.

## Aides financières de l'État
Selon un rapport de la Cour des comptes publié en février 2013, L'Express a reçu plus de 6,2 millions d'euros par an d'aides directes de l'État de 2009 à 2011, soit 23 centimes par exemplaire diffusé. Un rapport de l'Assemblée nationale sur l'économie de la presse publié en 2012 avance lui le chiffre de 7,6 millions d'euros de subventions sur la seule année 2011.
En 2016, le magazine L'Express a bénéficié de 661 285 euros d'aides du ministère de la Culture (59 331 euros d'aides au portage et 591 954 euros du Fonds stratégique pour le développement de la presse), dans un contexte où le groupe SFR Presse a bénéficié d'un total de 7 023 429 euros d'aides cumulées. À cette somme, il faut ajouter les 237 705 euros d'aides reçues de la part du Fonds pour l’innovation numérique de la presse (de fonds mis en place par l'entreprise Google pour éviter un système de rémunération de la presse pour les articles cités dans Google News). Au total, cela représente 898 990 euros d'aides pour un chiffre d'affaires en 2016 de 121 312 000 euros.

## Critiques

### Unes racoleuses
Le site web de Acrimed reproche à L'Express, comme aux titres concurrents Le Point et Le Nouvel Observateur, ses « Unes tapageuses », « trash et bâclées pour concurrence effrénée ».

### Dépendance aux subventions publiques
Dans son ouvrage intitulé Éditocrates sous perfusion, Sébastien Fontenelle reproche à L'Express de s'en prendre régulièrement au niveau important de dépenses publiques de l'État, ainsi qu'à « l'assistanat », tout en occultant les millions d'euros de subventions publiques que touche le magazine chaque année.

### Soutien d'Emmanuel Macron
Jack Dion de Marianne reproche au magazine son soutien sans réserve à la candidature d'Emmanuel Macron lors de l'élection présidentielle de 2017, celui-ci allant jusqu'à parler d'« un « empereur » providentiel » dont « même les échecs deviennent romanesques ».

### Conflits d'intérêt
Le journaliste de L'Express qui couvre les nouvelles technologies, Frédéric Filloux, a touché 200 000 euros de subventions de Google. Il nie l'existence d'un conflit d'intérêts, décrit comme « évident » par des journalistes et entrepreneurs du secteur.

### Misogynie
En 2012, L'Express titre sur les « Cinq femmes qui gâchent la vie de François Hollande ». Un choix dénoncé comme machiste et misogyne, d'après le JDD.

## Effectif et résultat
En 2017, L'Express employait 390 collaborateurs. Le chiffre d'affaires était de 9 760 500 € et le résultat déficitaire de 6 603 600 €.